# Porno proibito
Porno proibito (The Party at Kitty and Stud's), distribuito anche coi titoli Italian Stallion e Lo stallone italiano, è un film softcore del 1970 diretto da Morton Lewis.
La pellicola ha per protagonista l'allora ventitreenne e sconosciuto Sylvester Stallone. Per l'italoamericano si trattò del primo impiego nell'industria dell'intrattenimento e per la pellicola ricevette un compenso di 200 dollari. Dopo l'uscita e il successo internazionale di Rocky, nel 1976 il film fu ridistribuito con il nuovo titolo Italian Stallion, in omaggio al protagonista.

## Trama
Italian Stallion segue le vicende della vita sessuale della giovane newyorkese Kitty e del suo fidanzato Stud. Nei loro rapporti sessuali Stud dimostra un'indole brutale e violenta, ma Kitty si innamora proprio di questi comportamenti, che a letto le danno molta soddisfazione. A volte si dedicano anche al sadomasochismo, con Stud che frusta Kitty. In seguito Stud organizza una festa, promossa con dei biglietti d'invito, che ha luogo nell'appartamento che condivide con Kitty. Diverse persone accettano la proposta e la festa si trasforma in un evento di sesso di gruppo, durante il quale Stud è disponibile per tutte le donne intervenute. Dopo che l'orgia si è conclusa con un nulla di fatto, Kitty schiaffeggia Stud intimandogli di "svegliarsi", al che il ragazzo la insegue e le restituisce lo schiaffo.

## Produzione
Il film ebbe un budget di cinquemila dollari, e fu girato in soli tre giorni, dall'8 all'11 febbraio 1970. Secondo Sylvester Stallone, il film fu finanziato da un gruppo di avvocati benestanti. I produttori gli avrebbero in seguito domandato 100.000 dollari per bloccarne la distribuzione, che rischiava di danneggiare l'immagine dell'attore, ma Stallone non era interessato.
In alcune interviste l'attore ha avuto modo di dichiarare che girò il film per necessità; in quel periodo era infatti senzatetto e in stato di estrema indigenza costretto a dormire nelle stazioni degli autobus.
In un'altra intervista, Stallone giudicò orrendo il film, commentando che secondo i parametri odierni di classificazione della censura il film avrebbe ottenuto un "PG" (minorenni ammessi in sala se accompagnati). Ciò è in netto disaccordo con il contenuto erotico, leggermente pornografico, del film, mostrando come l'attore o non ne abbia mai preso visione o non lo rammenti correttamente.

## Distribuzione
In un prologo incluso nella versione distribuita e nel trailer del film, la regista pornografica Gail Palmer, da dietro una macchina da presa, si rivolge al pubblico presentando il film come un "X-Rated" (vietato ai minori). La campagna di distribuzione lasciò intendere che in origine si trattava di una vera e propria opera di pornografia esplicita, in seguito rimontata senza le scene più esplicite nella versione pubblicata. Tuttavia, la verità di queste dichiarazioni circa la natura pornografica del materiale originale è stata contestata da più parti: in particolar modo dal giornale del settore AVN che, esaminando le bobine originali, non ha riscontrato alcuna traccia di scene di sesso esplicito. Nonostante ciò, negli anni seguenti la storia del "film porno di Stallone" si sviluppò fino a diventare una sorta di leggenda metropolitana.
Il film fu distribuito nelle sale cinematografiche per 10.000 dollari a serata; su questo Stallone commentò "Diavolo, per 10.000 dollari lasciate perdere il film! Ci sarò io!".

### Edizioni home video
Nel 2007 apparve una nuova versione del film, completa delle scene pornografiche e che lasciava quindi supporre il coinvolgimento di Sylvester Stallone in effettive penetrazioni. Tuttavia, secondo AVN le scene porno inserite non avrebbero visto la partecipazione di Stallone.
Il 6 luglio 2004 il film è stato pubblicato su DVD negli Stati Uniti dalla Ventura Distribution, e il 9 ottobre 2007 nuovamente da Cinema Epoch, dopo la concessione della licenza dalla Bryanston Distributing Company che detiene i diritti di sfruttamento internazionale del titolo. Bryanston ha anche garantito ulteriori licenze in quei territori dove queste erano scadute, inclusi gli USA.
Nel 2008, alcune scene del film sono state inserite nella versione tedesca porno di White Fire (1976) di Roger Colmont, distribuito su DVD sotto la licenza della Another World Entertainment.
Durante il giugno 2009 ebbero luogo negoziati tra Bryanston e Metro-Goldwyn-Mayer circa la vendita di tutti i diritti del film, ma non si giunse ad alcun accordo sui termini finanziari. Dal 10 novembre 2010, i diritti del film sono stati messi all'asta su eBay presentando il titolo come il "film erotico di Stallone". L'asta si è conclusa con la vendita per 412.000 dollari: al compratore andranno la copia originale del film in 35 mm e i diritti internazionali.